# الدوري الكرواتي الدرجة الثانية 1992
الدوري الكرواتي الدرجة الثانية 1992 (بالكرواتية: 2. HNL 1992.)‏ هو الموسم 1 من الدوري الكرواتي الدرجة الثانية ‏. أشرف على تنظيمه اتحاد كرواتيا لكرة القدم، وكان عدد الأندية المشاركة فيه 24، وفاز فيه NK Radnik Velika Gorica ‏.